# Torre de San Esteban (Ivrea)
La Torre de San Esteban (Torre di Santo Stefano en italiano) es una antigua torre medieval de la ciudad piamontesa de Ivrea en Italia.

## Historia
La torre es la sola parte sobreviviente de la antigua abadía de San Esteban, fundada en 1041 por unos monjes benedictinos procedentes de la cercana abadía de Fruttuaria por voluntad del obispo de Ivrea Enrique II. La abadía fue construida adonde se levantaba una antecedente iglesia que probablemente se remontaba al siglo V.
La torre ha sido restaurada en los años 2000.

## Descripción
El edificio, de planta cuadrada, constituye un ejemplo notable de arquitectura románica.